# Kvadratni pronator
Kvadratni pronator (latinsko musculus pronator quadratus) je mišica podlakti. Izvira s spodnje četrtine volarne strani podlahtnice ter se narašča na volarni distalni del koželjnice. 
Kvadratni pronator skupaj z okroglim pronatorjem skrbi za pronacijo podlakti.
Oživčuje jo živec medianus (C8 in Th1).